# Рахівський Юрій Васильович
Юрій Васильович Рахівський (4 квітня 1965, с. Водиця Рахівського району) — генерал-майор, начальник управління Служби безпеки України у Полтавській області з 2015 року до 2019 року.

## Життєпис
З 1986 року — дільничний інспектор, оперуповноважений відділу карного розшуку, в карному розшуку Ужгородського міськвідділу внутрішніх справ.
З 1998 року — заступник начальника управління карного розшуку, начальник управління карного розшуку УМВС України в Закарпатській області, 1-й заступник начальника Ужгородського райвідділу внутрішніх справ.
З лютого 2005 року — начальник, УМВС України в Закарпатській області.
В органах державної безпеки — з 2007 року. У 2007—2008 роках — 1-ий заступник начальника УСБУ в Львівській області.
З 28 січня 2008 року по 27 листопада 2008 року — начальник УСБУ в Закарпатській області. 
Його попередником був активний борець проти сепаратизму Дурдинець Тиберій Юрійович. 
У 2009—2010 роках — ректор Прикарпатського юридичного інституту.
23 серпня 2006 року указом Президента України йому було постановлено присвоїти військове звання генерал-майора.

## Особливості роботи та кадрового забезпечення в умовах люстрації Полтавського УСБУ
Рахівський сформував нову команду.
В умовах посилення боротьби з тероризмом та сепаратизмом, за поданням Рахівського отримав нове призначення полковник Віктор Даценко — з 2015 року помічник начальника УСБУ з координації антитерористичної діяльності. Був знятий з посади попередній помічник начальника УСБУ з координації антитерористичної діяльності Василь Крачвенко.
Говорячи про боротьбу з сепаратизмом, генерал зазначив наступне: «2015 року наше управління розпочало кримінальне провадження за статтею 110 Кримінального кодексу України за фактом розповсюдження на території області газети „Новоросія“, виготовленої на тимчасово окупованій території, метою якої було посягання на територіальну цілісність і недоторканність України, вербування найманців для діяльності так званих „ДНР/ЛНР“. Наразі матеріали кримінального провадження спрямували до суду й триває судовий розгляд»..
В умовах люстрації, також були звільнені з займаних посад деякі керівники територіальних підрозділів УСБУ у області.
Перш за все, був звільнений у 2015 р. начальник Полтавського міжрайонного відділу УСБУ Петро Гречко, новим начальником став Олег Кузьменко.
Начальником Лубенського міжрайонного відділу УСБУ був Ігор Костевич (до 2015 р.), його змінив Павло Близнюк. Начальниками Кременчуцького міського відділу УСБУ були Андрій Власюк (до 2014 р.), Микола Швайка (в 2015—2016 рр.), Павло Близнюк (у 2016—2017 рр..), Дмитро Гречкин (з 2017 р.). Звільнений начальник Гадяцько-Лохвицького міжрайонного відділу УСБУ Віктор Кириченко (в 2015 р.), новим начальником став Юрій Нагорний. 
УСБУ активно працювало і з тимчасово переміщеними особами з Донеччини і Луганщини, на предмет виявлення серед них сепаратистськи налаштованих громадян.
Військове звання — генерал-майор.
Одружений, має двох синів.